# Disco de Hartl
El disco de Hartl es un aparato experimental que consiste en un círculo graduado en el cual están dibujados los diámetros correspondientes a la escala de grados de ángulos con un espejo perpendicular al plano del círculo en el centro del mismo.
Mediante el mismo es posible comprobar que si se hace llegar un rayo de luz hacia el centro, sobre el espejo y paralelo al plano del círculo, se refleja en el mismo plano y con el mismo ángulo respecto del espejo.